# Кантата Физули
Кантата Физули (азерб. Füzuli kantatası) — кантата, написанная композитором Джахангиром Джахангировым в 1959 году, премьера которой состоялась в Азербайджанском государственном театре оперы и балета в том же году. В произведении использованы газели классика азербайджанского поэта Мухаммада Физули и стихотворение Расула Рзы, посвященное Физули.
Кантата, состоящая в целом из трех частей, начинается с вступления. Здесь в высокоэмоциональном тоне воплотилась атмосфера физулинского периода и лирико-философская мысль. Для этого композитор умело использовал мугам «Раав». В целом дух газелей Физули находит в кантате музыкальное воплощение. В то же время композитор достигает драматического развития, сталкиваясь с разными эмоциональными состояниями.
Кантата Физули считается одним из самых красивых образцов музыкального жанра, к которому она принадлежит. Кантата Джахангира Джахангирова затмила другие произведения, написанные в этом жанре. Чудо Физули, находящееся в поэзии почти 500 лет, нашло свое музыкальное отражение в творчестве Джахангира Джахангирова. В этом произведении композитору удалось мастерски оживить языком музыки газели Физули «О слове», «Шаби-хиджран» и «Я заскучал от души». Композитор смог выразить языком музыки чувства Физули, которые он превратил в слова много веков назад, и умело войти в мир чувств и мыслей великого поэта XVI века. Кантата «Физули» стала шедевром творчества композитора. После того, как кантата впервые прозвучала в эфире и на радио, люди полюбили этот жанр.

## История
Джахангир Джахангиров проявлял в своем творчестве большую склонность к вокально-инструментальной музыке и жанру массовой песни. Поэтому его творчество сыграло большую роль в развитии азербайджанской хоровой музыки и эстрадных песен. Сочиненные им кантаты, оратории и сюиты завоевали любовь широкой публики.
Кантата Джахангира Джахангирова «Физули» принесла ему большую известность. Первая кантата в Азербайджане была создана в 1934 году Узеиром Гаджибейли. Эта кантата была посвящена 1000-летию со дня рождения Фирдоуси, философа-поэта древнего Востока. Позже — в 1938 году Гара Гараев написал вторую азербайджанскую кантату — «Песнь сердца». Третью кантату создал Човдат Гаджиев. Эту традицию продолжили Рауф Гаджиев и Ниязи. Между тем Джахангир Джахангиров также внес свой вклад в эту традицию, создав кантату «Физули».
Джахангир Джахангиров, стиль которого продолжили молодые композиторы, за десять лет до кантаты «Физули» написал для солиста, хора и симфонического оркестра вокально-симфоническую поэму «За аразын о тайинда». Джахангирову не было ещё и двадцати восьми лет, когда он закончил это стихотворение. Это произведение было воспринято в СССР, особенно в столице Москве, как «поэма старых мыслей» и оценено как «далёкий шедевр». Джахангиров написал хоровые песни и десятки хоровых миниатюр до своих следующих кантат. Наконец, в 1956 году композитор подписывает ещё один всесоюзно звучащий успех — кантату «Песня о дружбе». Через три года Джахангир Джахангиров написал кантату «Физули».
Кантата Физули была написана в начале 1959 года. Его сестра Роза вспомнила кантату госпожи Джахангира Джахангиров «Физули» и отметила:
Я помню те времена, когда Джахангир написал кантату «Физули». Он не спал до утра, он работал. У него был очень красивый голос. Он с энтузиазмом тренировался дома. Он знал Физули наизусть. Трудно найти второго человека, который знает Аруза так же хорошо, как он. Он без устали говорил о газелях Физули. После того, как кантата была написана, она была воспринята с большим интересом. По этому случаю Джахангир пригласил всех композиторов и друзей на вечеринку, которую он устроил в саду.
Кантата «Физули» впервые прозвучала в апреле 1959 года, на торжественном вечере, посвященном 400-летию поэта, в Азербайджанском государственном театре оперы и балета. В том конкурсе работа заняла первое место. После того, как кантата впервые прозвучала в эфире и на радио, люди полюбили этот жанр. Кантата состоит из трех частей, практически без музыкальной тематической связи между этими частями. Газельные стихи в зависимости от музыкального характера каждой части диктуют форму своеобразного произведения. Такое использование приводит к возникновению и развитию свободной формы. Кантата, богатая художественно-эстетическими и народно-музыкальными оттенками, вскоре после своего представления стала популярной в Азербайджане.

## Слова

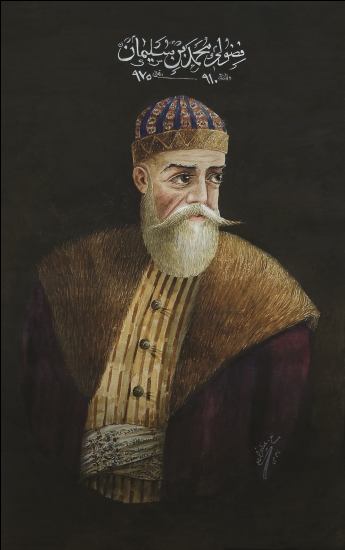
Художественный портрет Мухаммеда Физули работы Азима Азимзаде в 1914, Азербайджанский национальный музей искусств

В кантате Джахангира Джахангирова «Физули» использованы газели Мухаммада Физули, а в финале произведения использован стих из поэмы Расула Рзы, посвященный Мухаммеду Физули. Газели М. Физули являются поэтической основой мугамного сочинения с XVI века, создавая неразрывную связь слова и музыки. Духовная и физическая красота, развитие личности, трудолюбие, мужество и другие прекрасные человеческие качества составляют основу творчества поэта.
Прежде чем приступить к работе над произведением, композитор изучил диваны Физули, в том числе поэму «Лейли и Меджнун», а позже написал газели «Сёз», «Ней кими», «Мани дан зандандир», «Ол Паривеш» и «Лейли и Меджнун» из этого большого сборника. Он решил использовать газели «Газали-Устад» из части своего стихотворения «Мать этого Меджнуна предупреждала его, и Бустани сожалел о вине».

## Музыка
Кантата состоит из крупной, детализированной музыки, не связанной друг с другом. Малые газели, взятые за поэтическую основу кантаты, определяют форму частей. Это, прежде всего, двустишие или правильные трехчастные формы. Настроение кантаты преимущественно лирическое. Философская идея, убеждение произведения представлены эмоциональными образами, резюмированными композитором. Здесь проявляется одна из характерных сторон музыкального языка Джахангира Джахангирова — повествовательность. Эта особенность дана во вступлении первой части кантаты и в ясной музыкальной экспрессии, которая выпукло, неторопливо, прерывисто движется во второй части. Вступление также напоминает народных инструменталистов, обеспечивающих тональную поддержку.
В первой части кантаты под названием «Слово», которая переносит слушателя в мир образов Физули, композитор через музыку рассказывает о богатстве слова и пытается раскрыть силу слова, показать радость и боль человеческие мысли и глубокие чувства. Автор отмечает изящную, деликатную особенность художественного содержания через аккордовую гармонию и оркестровку (мажорный и минорный контрапункт, отделы мугама, разнообразие оркестровых групп, нюансы, контраст ф/п). Для образной выразительности текста композитор старается учитывать различные мелодические движения и полифоническое письмо.
Лирико-философский настрой первой части приобретает в коде характер драмы. Стих аруз, используемый в газелях, также отмечается музыкой. Четкая расстановка акцентов, повторение отдельных куплетов, характерное для массы Аруз, позволяет импровизировать окончания музыкальных фраз.
Во второй части ведущую роль в кантате играет лирико-грустная песня «Məni candan usandırdı» солиста, создающего образ поэта, скучающего по своей возлюбленной. В средней части, являющейся кульминацией, солист ведет своеобразный диалог с хором, начинающийся выражением «Шаби-хиджран». «Гармония» свободной, искренней струящейся мелодии отмечена унисонным сопровождением хора и оркестра.
В этой части кантаты особенно чувствуется влияние стилей мугама в развитии мелодии и музыки. Джахангир Джахангиров использует их с большим мастерством. Развитие аккордовых ветвей сопровождается частым возвратом к тонической основе. Например, в мугаме «Шур» музыка начинается си-бемоль минор. Затем ля-бемоль переходит в Шахназу, а ми-бемоль после того, как Раст снова возвращается в си-бемоль Шура, а ля-бемоль в Шахназу.
Центральный кульминационный раздел кантаты совпадает с кульминационным разделом Баяты-Курд (Шурда). Здесь принцип варьирования, берущий свое начало в мугаме, в определённой степени создает впечатление всестороннего развития.
Вторая часть написана в трех частях. Итак, все разделы тесно связаны друг с другом с точки зрения интонации. Этой привязанности способствуют два фактора: первый фактор — каждый новый раздел воспринимается как вариант развития предыдущего раздела; Второй фактор — тема, играющая роль лейтмотива в единстве всех разделов. Эта тема впервые звучит в оркестровом вступлении второй части, а затем в исполнении хора и солиста.
В какой-то степени эта тема включена в третью часть. В третьей части кантаты воспевается любовь, возрождающая в человеке такие чувства, как великодушие и энтузиазм. Внешние части финала (третья часть тоже в трех частях) лиричны. Они как бы продолжают лирические линии кантаты. Кантата завершается небольшой кодой фугато, основанной на стихотворении Разула Рзы, посвященном Физули. В этой коде Ч. Джахангиров показал себя прекрасным знатоком хоровой фактуры. Кода развивается очень свободно, следуя естественному мелодичному дыханию. Использование полифонии, широко используемой композитором, в различных вариантах сочинения продиктовано определённым поэтическим настроением.
Говоря о кантате Джахангира Джахангирова «Физули», Тахир Аббаслы отметил:
38-летний Джахангир Джахангиров этой великолепной кантатой опроверг мнение строгих консерваторов своего времени о том, что «многоголосие (хор) является чуждым элементом азербайджанской музыке». А так как название не наше, то оно в музыкальном жанре, который наши бабушки и дедушки презирали до первого десятилетия прошлого века (опера "Лейли и Меджнун", чудесным образом рожденная народной судьбой этого народа) - "хор ". В то время, когда иностранные термины, такие как "опера", "балет", "сюита", "каприччио" еще не до конца вошли в наш лексикон... В этих нюансах чувствуется веселая грусть и тоска сказанной кантаты. от иногда выигрышно-выигрышных тактов. Время от времени из интервью прессе и выступлений на телевидении и радио становится ясно, что сам автор, работая над этой работой, отдавал приоритет тем пунктам, которые я здесь подчеркнул. То есть до века, в котором была написана эта работа, он отделялся от монокультурности Ашыг Джуна по разным причинам (например, исключая «атюстю» пятидесятилетия в его рождении-оставлении, религиозный плач-оплакивание в его сидении, однообразие сказка-былина с регламентом "сорок дней-сорок ночей"), и трудно было достичь национального понимания.Он понимал, что делает что-то очень нужное для нашего народа

### Особенности

#### Часть первая
Вступление к первой части трехчастной кантаты состоит из двух разделов. Здесь в первой главе в качестве цитаты использован мугам «Раав». Подтональные полифонические выражения интонаций мугама «Рахаб» после исполнения оркестром как бы завершают тему этого раздела. Затем начинается вторая часть со звучанием новой ритмической темы. Исследователь Н. Мирзаева отметила, что эта часть состоит из двух вступлений.
Разделы после вступления заполняются стихами газели «Слово» в форме а+б+а1+б1 и стихами газели «Ней кими» в форме в+д+в. Ганиев 11 Таким образом, первая часть вступительной части — Ad libitum, вторая часть — Andante, а часть, охватываемая газелем «Соз», — Meno Mosso, Piu mosso, 6/8, 2/4, ¾, 4/ Использовались 4 такта, poco piu mosso, ritenuto., espressivo, crescendo, diminuendo, p, pp, ppp и нюансы f, ff, fff. Раздел газели «Ней кими» начинается с оттенка Маэстосо. Для этого раздела характерны размер 4/4 и тональность ми-бемоль. Здесь раскрываются нюансы mf, f, ff, espressivo, poco piu mosso, largo con forzo, crescendo, diminuendo. «Costa Rica». World Desk Reference. Archived from the original on February 11, 2008. Retrieved 2008-02-27.
В этой части часть c исполняет хор, а часть d — большой симфонический оркестр. Дозвуковые полифонические элементы очевидны в оркестровых звуках во время репризы раздела C. Для окончания обоих участков характерен признак фермато. Эта часть используется в форме a+b+a1+b1+c+d+c.
Мелодические и монодические звуки в этой части требуют мастерства как от дирижёра, так и от оркестрантов. Тот факт, что интонации мугама «Раав» проявляются в изменении ритма во вступлении оркестра, а появление изменений в тональности и размере в более поздних исполнениях, обогащает технические правила дирижирования. После конспекта женского хора дирижёр продлевает басовые голоса, а в это время раскрываются смешанные скрытые и акцентные мелодии в ¾ такте теноровых голосов.

#### Вторая часть
Вторая часть кантаты содержит широкий спектр музыкальных идей. Здесь, после вступления оркестра, на всем протяжении развития мелодических линий использовалась газель Физули «Я устал душой». В этой части композитору удается создать сложную трехчастную форму с самостоятельными музыкальными темами. Частям А и В предшествует оркестровое вступление, а после повторения этих частей появляется кода. Здесь часть а выражена первым куплетом газели «Я устал душою», часть б вторым и третьим куплетами, а часть в сменой соло под мужской хор четвёртым куплетом. Кульминацией в этом разделе является мужской припев в разделе c с первым куплетом четвёртого куплета. Вновь появляющиеся разделы a и b повторяют предыдущие разделы a и b, создавая введение в коду.
Пятый, шестой и седьмой стихи газели использовались в повторяющихся разделах а и б. Кода возникает в последней строке седьмого стиха. Здесь вопросы и ответы тенора и баса в мужском хоре даны в форме полифонического подражания. Этот раздел появляется в темпе Moderato и такте 4/4 до конца. Есть нюансы и акценты pp, ppp, f, ff, ritenuto, crescendo. Эта партия исполняется в тональности си минор. Также проявляется принцип политональности. Эта часть завершается мужским хором и золотым соло после короткой агогической паузы.
В инструментальном исполнении раскрывается нюанс фа, а затем меланхолическая мелодия. В оркестре двенадцатеричный фигурный пассаж флейты исполняется с точной деликатностью как исполнителя, так и дирижёра. Во время исполнения соло оркестровое сопровождение играется синкопированными нотами, а также нотами триола и секстола. Перед дирижёром стоит задача точного отражения раскрытия художественно-эстетических образов в чередовании золотого и мужского хора.

#### Третья часть
Третья часть кантаты дана композитором как торжественный финал. Исследователь Н. Мирзаева по существу разделила эту часть на две части и объяснила её в пяти частях . I инструментальное вступление, припев, вокализация, II Meno mosso унисон-хор к первому куплету газели, оркестровая интерлюдия, III Moderato вступление смешанного типа: оркестр-хор-вокализм, IV tutti для хора и оркестра с использованием строфы стихотворения Расула Рзы «Прииди, мука века» свершилось. Четыре строфы текста основаны на принципе аабб, а последние две строфы основаны на материале b. В коде V используется стих «Великий мастер».
Хотя эта часть начинается в темпе Allegro, здесь встречаются вариации темпа Meno mosso, Moderato. Использование контрастных нюансов играет важную роль в драматизации темы. Так вот здесь p, pp, ppp, f, ff, sf, ritenuto, diminuendo, crescendo нюансы сменяют друг друга. В дополнение к разнообразию темпа и нюансов очевидны переменные размеры 2/4, ¾, 4/4, 6/8, 6/4.
Третья часть кантаты в тональности соль минор. Оркестровое вступление части богато мелодическими и монодическими оттенками. Здесь он выражается в форме вступления, инструментального вступления, припева-вокализации. Во вступлении переход к тональности до-диез минор происходит в пятом и шестом тактах второго номера. Затем, после глиссандо до Meno mosso, инструментальная соединительная часть проявляется с акцентом на тональности до-диез мажор. Соло тенора от Meno Mosso до Espressivo и отклик на него женского хора выражены в форме двенадцатитактового периода с куплетом «Не позволяй горе жить, потому что любовь — это бедствие».
Кульминацией как этой части, так и всей кантаты звучат стихи поэта Расула Рзы, строфа «Приди от муки века». Здесь первые две строфы образуют часть аа на одну и ту же тематическую тему, а третья и четвёртая строфы образуют часть bb на новую тематическую тему. В конце пьесы унисонный припев, играемый высокими голосами, продолжается до первой доли из четырёх тактов и следующего такта в размере 4/4.
Драматургическая линия, вытекающая из поэтических образов в произведении, отразилась композитором в мелодиях, созданных на мугамных интонациях. Придание мугамным интонациям мелодических и ритмических оттенков в рамках фольклорного колорита оказало серьёзное влияние на гармонию.

## Выступление и записи
В 1959 году произведение впервые было исполнено полностью в Азербайджанском государственном театре оперы и балета в исполнении Азербайджанского государственного симфонического оркестра, Азербайджанской государственной хоровой капеллы и Шавкат Алекперовой. Об этом отметила заслуженный журналист Флора Халилзаде:
Вклад Джахангира Джахангирова в кантату «Физули» также отличался содержанием, тембром голоса, эмоциональностью, импровизационными мотивами мугама. В частности, меланхоличный голос и приятное дыхание Шавкет Алекбаровой повысили способность кантаты выражать глубокие чувства, радость и печаль. Вот уже почти 60 лет кантата Джахангира Джахангирова «Физули» покоряет сердце слушателя и будоражит его чувства.
В дальнейшем кантата редко исполнялась целиком, и большей популярностью пользовалась её вторая часть. В 1960-х годах вторую часть кантаты исполнила и записала Шавкат Алекбарова. В 1970-е годы вторую часть кантаты записал Рашид Бейбутов.
В 2009 году Надиром Гафарзаде была записана вторая часть второй части кантаты и снят видеоклип. В 2015 году на сцене Азербайджанского государственного академического музыкального театра была исполнена вторая часть кантаты в исполнении Лалы Мамедовой и снят видеоклип. Песню также исполнили Гуллу Мурадова (2011), Фаргана Гасымова (2016), Нурия Гусейнова (2010), Шахназ Гашимова (2018, в сопровождении Гянджинского государственного филармонического оркестра) и другие.